# Viktor Karlson
Viktor Emanuel Karlson, född 14 april 1850 i Kils socken, Örebro län, död 20 mars 1940 i Kils församling, Örebro län, var en svensk pianostämmare. 
Karlson var elev vid Stockholms musikkonservatorium 1868–72, lärare i pianostämning där från 1886 och prokurist i J. Ludv. Ohlsons pianoaffär i Stockholm från 1891. Han blev associé i Musikaliska akademien 1903.